# Tvedemose
Tvedemose Holding ApS er en dansk væksthusgartnerivirksomhed, der producerer spiselige svampe. Virksomhedens sortiment inkluderer champignons, portobello, enoki, kejserhatte og shii-take. Det er Danmarks største producent champignons ud af Danmarks tre producenter. Foruden svampene har de en produktion af æbler og æblemost. Gartneriet findes i Lundby ved Vordingborg. I 2023 var der 63 ansatte. Jens Christian Hansen er ejer af virksomheden, som blev etableret af hans far, farfar og morbror i 1963.